# جيريمياه غرين (لاعب كرة قدم أمريكية)
جيريمياه غرين (بالإنجليزية: Jeremiah Green)‏ هو لاعب كرة قدم أمريكية أمريكي، ولد في 8 مايو 1990 في تولاري في الولايات المتحدة.